# La Quinta
Pour les articles homonymes, voir Quinta.
La Quinta est une municipalité du Comté de Riverside, en Californie.

## Histoire

### Histoire coloniale
La région de la Quinta a été aménagée comme étape par les conquistadores espagnols au début du XVIIIe siècle sous le commandement du capitaine Juan Bautista de Anza. C'était la cinquième étape sur la route qui menait de l'actuelle ville de Mexico aux Missions Saint Gabriel de Los Angeles. Les mots espagnols "la quinta" signifient "la cinquième".

## Géographie

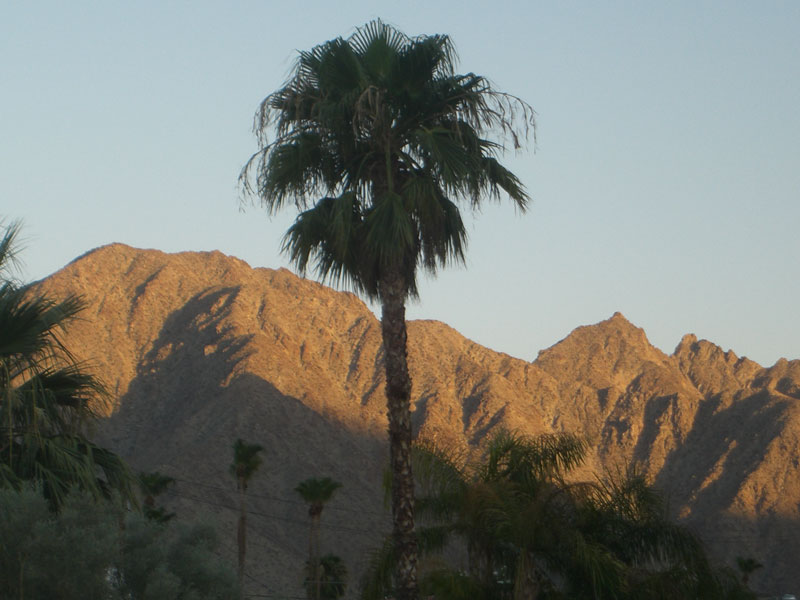
Les montagnes de Santa Rosa au crépuscule.

### Climat
| Mois                              | jan. | fév. | mars | avril | mai  | juin | jui. | août | sep. | oct. | nov. | déc. |
| --------------------------------- | ---- | ---- | ---- | ----- | ---- | ---- | ---- | ---- | ---- | ---- | ---- | ---- |
| Température minimale moyenne (°C) | 5,6  | 8,3  | 11,1 | 15    | 18,3 | 22,8 | 25,6 | 38,9 | 22,2 | 16,7 | 8,9  | 5    |
| Température maximale moyenne (°C) | 21,7 | 24,4 | 27,2 | 30,6  | 34,4 | 39,4 | 41,7 | 41,1 | 38,9 | 33,3 | 26,7 | 22,2 |
| Précipitations (mm)               | 19,8 | 17,3 | 11,9 | 1,5   | 1,5  | 0,3  | 2,5  | 5,1  | 5,3  | 3    | 4,6  | 7,1  |

## Démographie
| 1980  | 1990   | 2000   | 2010   | - | - |
| ----- | ------ | ------ | ------ | - | - |
| 3 328 | 11 215 | 23 694 | 37 467 | - | - |

## Habitants célèbres
- Merv Griffin
- Tyler Hilton
- Frank Capra